# Elymnias rafaela
Elymnias rafaela är en fjärilsart som beskrevs av Hans Fruhstorfer 1907. Elymnias rafaela ingår i släktet Elymnias och familjen praktfjärilar. Inga underarter finns listade i Catalogue of Life.